# 1787 Chiny
För andra betydelser, se Chiny.
1787 Chiny eller 1950 SK är en asteroid i huvudbältet, som upptäcktes den 19 september 1950 av den belgiske astronomen Sylvain Arend i Uccle. Den har fått sitt namn efter Chiny i Belgien.
Asteroiden har en diameter på ungefär 19 kilometer och den tillhör asteroidgruppen Eos.